# Lubuksayak
Lubuksayak is een bestuurslaag in het regentschap Sarolangun van de provincie Jambi, Indonesië. Lubuksayak telt 1227 inwoners (volkstelling 2010).